# Tammy Lynn Michaels
Tammy Lynn Michaels, född 26 november 1974 i Lafayette, Indiana, är en amerikansk skådespelare som bland annat har medverkat i TV-serien The L Word.